# トア川
トア川は、キューバのグァンタナモ州を、国土を横断するように流れる川である。全長は131キロメートルで72の支流があり、高い透明度でも知られている。

## 概要
トア川の流域は1,061平方キロメートルに及び、高低差は260メートルある。これは、ユネスコの生物圏保護区「クチージャス・デル・トア生物圏保護区」の約7割に相当する。流域周辺には、少なくとも1000種類の花と145種類のシダ、ならびにキューバの国鳥であるキューバキヌバネドリ（トコロロ）やカギハシトビなど、絶滅の危機に瀕している種の生態系も存在する。